# Lamassu

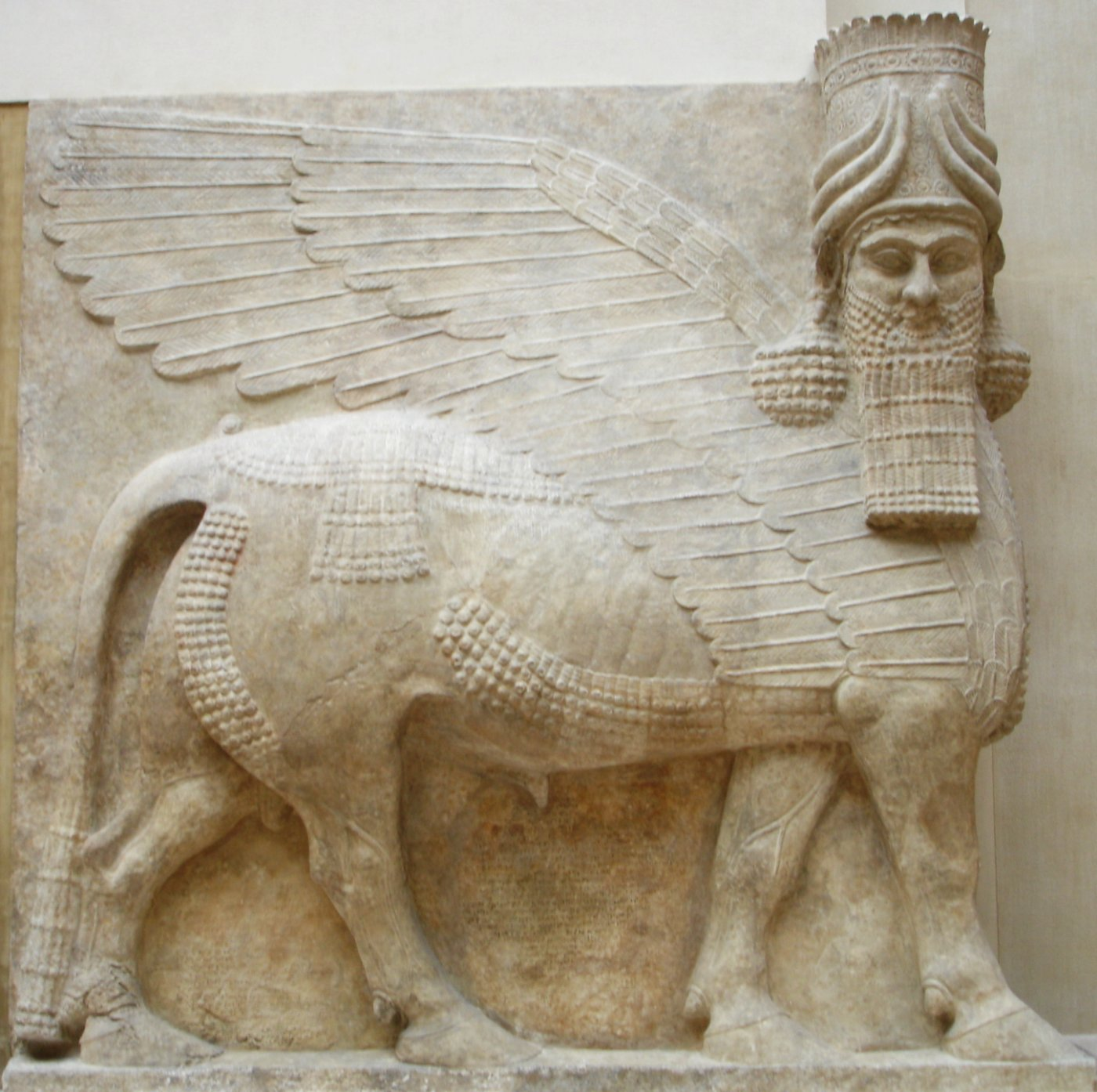
Lamassu aus Dur Sharrukin in Assyrien

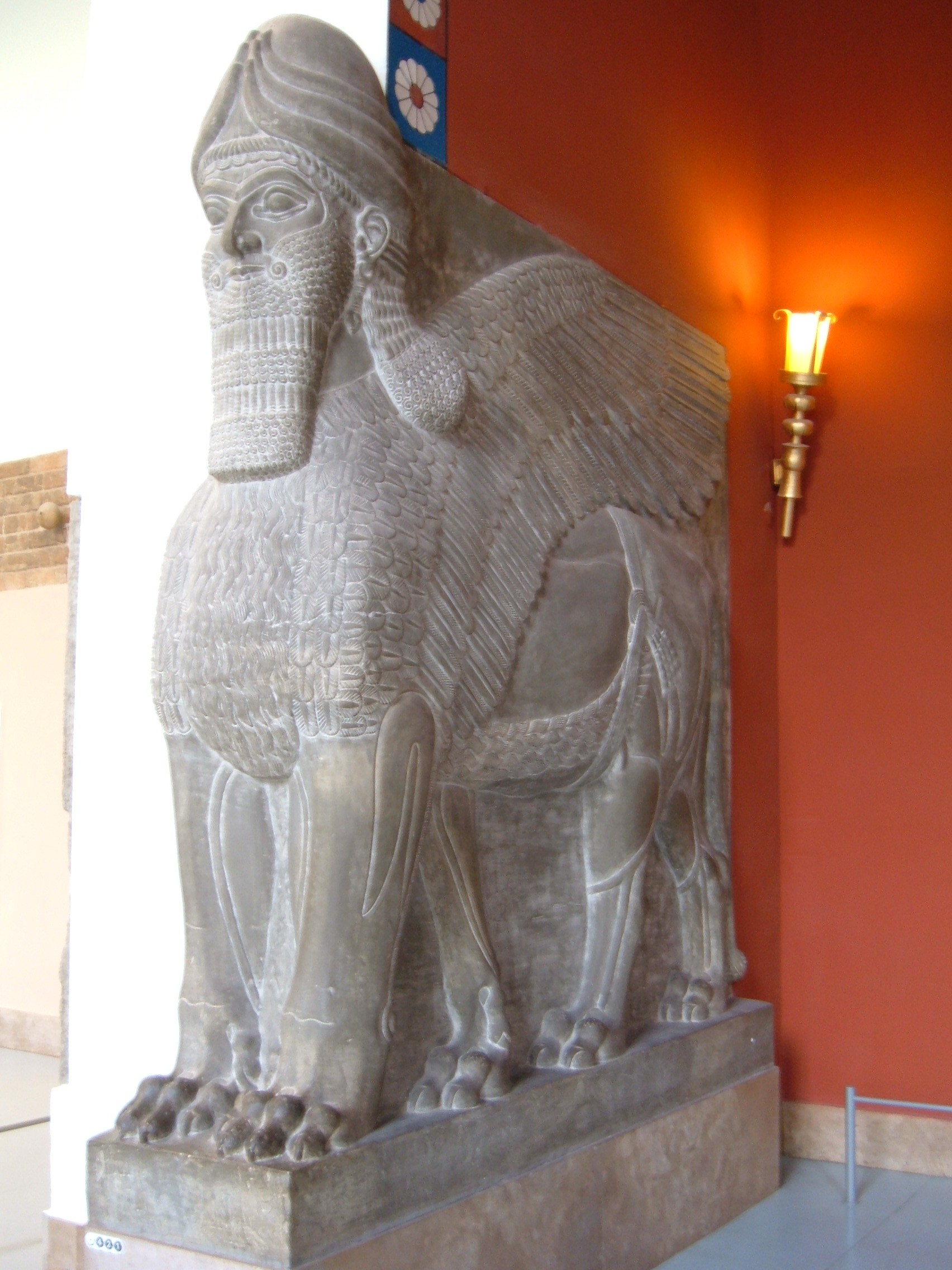
Schedu im Pergamonmuseum

Lamassu (auch šedu, Schedu) ist die Bezeichnung für einen geflügelten assyrischen Schutzdämon mit Stierkörper, Flügeln und menschlichem Kopf.

## Bezeichnung
Das sumerische Wort lama, akkadisch lamassu, bezeichnet eine Schutzgottheit, die für gewöhnlich weiblich ist. Sie wird oft als stehende Figur dargestellt, die Gäste zu einem höhergestellten Gott führt. So ist sie eigentlich eine Dienerin. Ihr männliches Gegenstück wird alad oder in Akkadisch šêdu genannt. Diese Monumentalstatuen werden als aladlammû („Schutzgeist“) oder lamassu bezeichnet, was bedeutet, dass das ursprünglich weibliche Wort jetzt angewendet wurde, um einen sich überlegen männlich gebärdenden Dämon zu bezeichnen. In einer modernen Interpretation kombinieren sie die Kraft eines Stieres, die Freiheit eines Adlers und die Intelligenz eines Menschen. Weibliche Lamassus werden apsasû genannt.

## Funktion

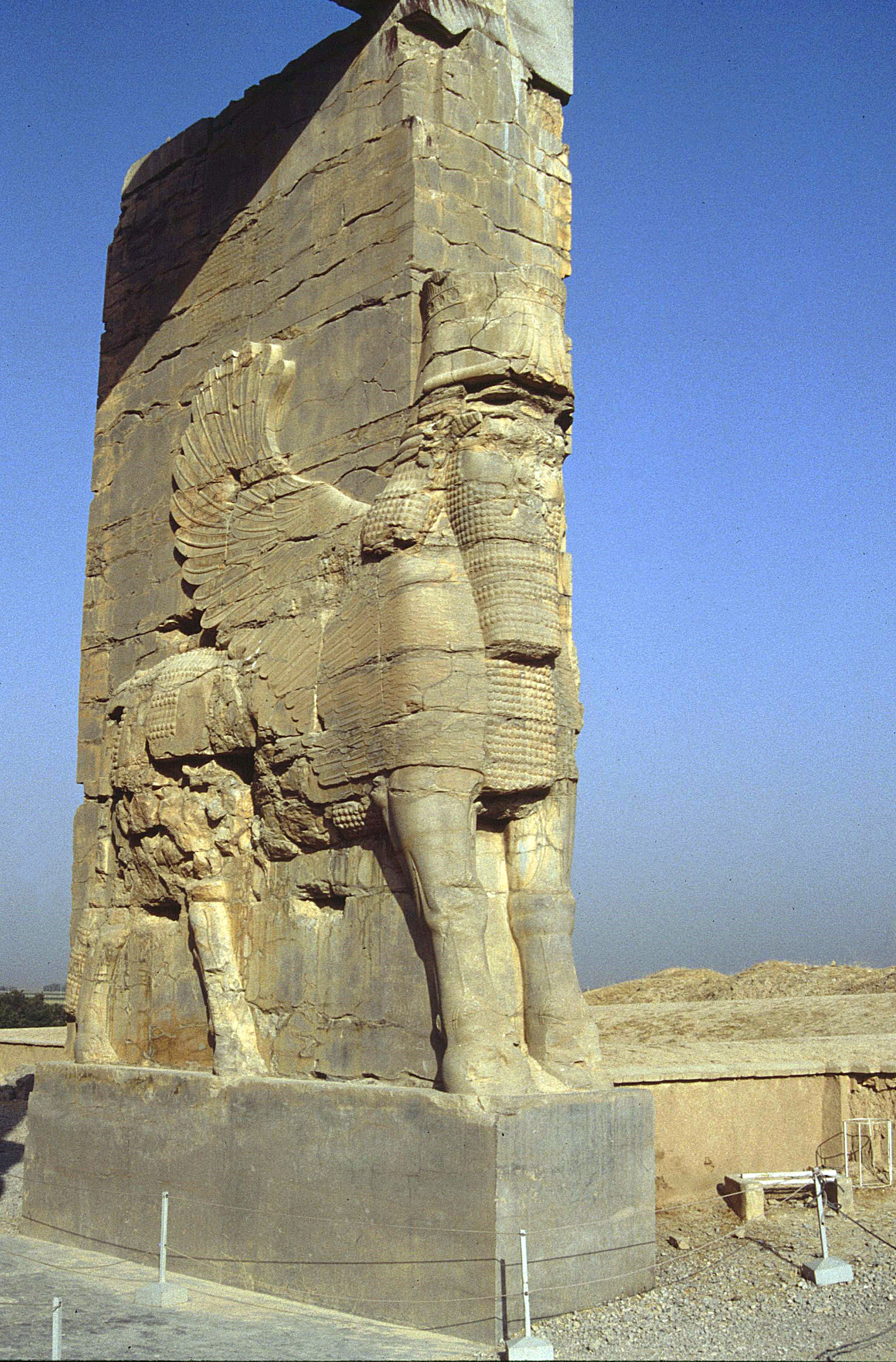
Lamassu am „Tor aller Länder“, Persepolis

Im Neuassyrischen Reich (ca. 883–612 v. Chr.) wurden große Stiermonumente, oft mit Flügeln und immer mit Menschenköpfen, als Torwächter an den Eingängen von Königspalästen wie Khorsabad und Ninive aufgestellt. Sie hatten eine übelabwehrende Funktion. In einem Text findet sich die Zauberformel „Möge der gute šêdu zu meiner Linken und der gute Lamassu zu meiner Rechten gehen“ (anderswo geht šêdu voraus und Lamassu hinter der zu schützenden Person). Üblicherweise wurden sie mit fünf Beinen dargestellt.
Lamassus kennt man auch von den Palästen der persischen Könige. In Pasargadae sind keine mehr vorhanden, aber in Persepolis gibt es sie noch am „Tor aller Länder“. So sind  im „unvollendeten Tor“ noch ihre Hufe zu sehen. In dem Gebäude, das entweder als Ratshalle oder „dreifaches Tor“ identifiziert werden konnte, dienten Lamassu als Kapitelle der Säulen.

## Adaptionen
Es gibt griechische Münzen, auf denen Lamassu abgebildet sind, z. B. aus der sizilianischen Stadt Panormus, dem heutigen Palermo, das als phönizische Kolonie möglicherweise künstlerische Verbindungen zum Osten hatte. Schutzgottheiten mit Löwenkörpern sind auch bekannt und werden gewöhnlich Sphingen genannt.

## Ninive
Die Steinstatue Lamassu, die seit 700 vor Christus das Nerval-Tor in Ninive bewachte, wurde 2015 von einem Mitglied der Terrormiliz IS mit einem Bohrhammer zerstört. Der amerikanische Künstler Michael Rakowitz hat 2018 auf dem Denkmalsockel am Trafalgar Square einen Schutzdämon aus Datteldosen nachgebildet, welcher der babylonischen Mythologie-Gestalt Lamassu ähnelt, um daran zu erinnern, was nicht mehr existiert.